# Trimeresurus salazar
Trimeresurus salazar, anche nota come vipera di Salazar, è una specie di vipera verde scoperta nelle pianure della parte occidentale dell'Arunachal Pradesh, uno stato situato nell'India nordorientale, nel corso di una spedizione erpetologica svolta tra il 25 giugno 2019 e il 5 agosto 2019.
Prende il nome da Salazar Serpeverde, personaggio appartenente alle serie letteraria di Harry Potter.